# 松村伝

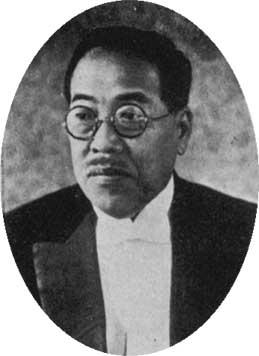
松村伝

松村 伝（まつむら つたえ、1871年9月1日（明治4年7月17日） - 1942年（昭和17年）10月7日）は、日本の教育者。

## 経歴
高知県出身。1899年（明治32年）、東京帝国大学文科大学史学科を卒業し、大学院に入った。高知県第一中学校教諭、愛媛県立宇和島中学校校長、奈良県立畝傍中学校校長、三重県立第一中学校校長、台湾総督府台北中学校校長、台湾総督府立商業学校校長、台北高等学校校長、東亜高等予備学校学監を歴任し、1926年（大正15年）から水戸高等学校校長を務めた。